# Bodon Tibor
Bodon Tibor (1931. július 18. – Salgótarján, 2020. március 26.) válogatott magyar labdarúgó, csatár, balösszekötő.

## Pályafutása

### Klubcsapatban
A Salgótarjáni SE-ben kezdett futballozni. Innen a Szegedi Bástyába majd a Veszprémi Dózsába igazolt. 1955-től a Salgótarjáni Bányász labdarúgója volt, ahol legnagyobb sikere az 1958-as magyar kupa döntőben való szereplés volt. Fáradhatatlan, lelkiismeretes játékos volt, aki nagy területet játszott be. Játékos pályafutása után NB-s játékvezető volt.

### A válogatottban
1958-ban egy alkalommal szerepelt a válogatottban Belgium ellen. Baróti Lajos szövetségi kapitány már a 43. percben lecserélte, annak ellenére, hogy teljesítménye megfelelő volt. Ezt követően soha többet nem játszott a válogatottban.

## Sikerei, díjai
- Magyar kupa (MNK)
  - döntős: 1958

## Statisztika

### Mérkőzése a válogatottban
| Magyarország | Magyarország       | Magyarország         | Magyarország | Magyarország | Magyarország | Magyarország | Magyarország | Magyarország |
| #            | Dátum              | Helyszín             | Hazai        | Eredmény     | Vendég       | Kiírás       | Gólok        | Esemény      |
| ------------ | ------------------ | -------------------- | ------------ | ------------ | ------------ | ------------ | ------------ | ------------ |
| 1.           | 1958. november 23. | Budapest, Népstadion | Magyarország | 3 – 1        | Belgium      | barátságos   | -            | 43'          |
|              | Összesen           |                      |              | 1            | mérkőzés     |              | 0            | gól          |